# Rhabdomastix vittithorax
Rhabdomastix vittithorax är en tvåvingeart som beskrevs av Alexander 1923. Rhabdomastix vittithorax ingår i släktet Rhabdomastix och familjen småharkrankar. Inga underarter finns listade i Catalogue of Life.